# Brett Pesce
Brett Pesce (ur. 15 listopada 1994 w Tarrytown, Nowy Jork (stan), USA) – hokeista amerykański, gracz ligi NHL.

## Kariera klubowa
- University of New Hampshire (2012 - 27.03.2015)
- Carolina Hurricanes (27.03.2015) - 
  -  Charlotte Checkers (2015 - 2016)